# Nebojša Popov
Nebojša Popov, cyr. Небојша Попов (ur. 20 września 1939 w Zrenjaninie, zm. 7 kwietnia 2016 tamże) – serbski socjolog, działacz na rzecz pokoju.

## Życiorys
Ukończył studia na Wydziale Prawa Uniwersytetu Belgradzkiego. Po studiach pracował na Uniwersytecie Robotniczym, potem na Wydziale Filozofii Uniwersytetu Belgradzkiego. Jako jeden z ośmiu wykładowców usunięty z pracy w 1975 roku za trwające poparcie studenckiego protestu. Kierownik Centrum (później Instytutu) Filozofii i Nauk Społecznych. Jeden z założycieli Stowarzyszenia na rzecz Jugosłowiańskiej Demokratycznej Inicjatywy, później przewodniczący Klubu Republikańskiego i Zarządu Głównego Związku Obywatelskiego Serbii. Popierał „Solidarność”, za co został aresztowany i skazany na 25 dni więzienia.
Związany z redakcją czasopisma „Praxis”, którego był przez pewien czas sekretarzem. Od 1990 roku redaktor naczelny pisma „Republika, organ obywatelskiego samowyzwolenia”. W czasie rozpadu Jugosławii i wojen pomiędzy byłymi republikami był inicjatorem i uczestnikiem akcji antywojennych, później był jednym z organizatorów protestów przeciw rządom Slobodana Miloševicia.
W 2015 ukazały się wspomnienia Nebojšy Popova „Kako smo dospeli dovde. Sećanje 1939-2015”.